# Ophiopholis pilosa
Ophiopholis pilosa är en ormstjärneart som beskrevs av Alexander Michailovitsch Djakonov 1954. Ophiopholis pilosa ingår i släktet Ophiopholis och familjen bandormstjärnor. Inga underarter finns listade i Catalogue of Life.